# Взятие Константинополя (1261)
Взятие Константинополя в 1261 году — освобождение никейцами Константинополя, захваченного крестоносцами в 1204 году. Оно повлекло за собой реставрацию Византийской и уничтожение Латинской империй.

## Предпосылки
В 1204 году в результате Четвёртого крестового похода пал Константинополь, а вместе с ним и Византийская империя. На её территориях были созданы государства крестоносцев, самым крупным из которых была Латинская империя. Тем не менее, византийцы смогли удержать ряд других территорий и создать на них свои государства: Эпирское царство, Никейскую и Трапезундскую империи.

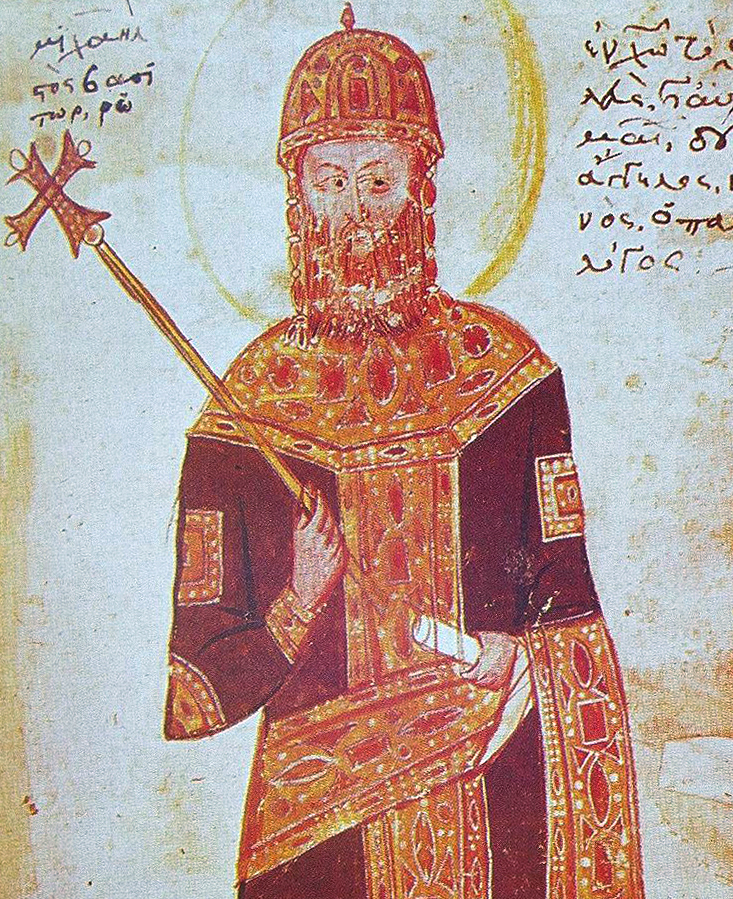
Император Михаил VIII Палеолог

Летом 1261 года Михаил VIII Палеолог, император Никеи, начинает приготовления к возвращению Константинополя. Сначала он заключил союз с Генуэзской республикой, а в июле 1261 года послал цезаря Алексея Стратигопула с небольшим отрядом из 930 человек, состоявшим в основном из половцев и жителей Никейской империи, во Фракию для демонстрации военной силы латинянам. Переправившись через Мраморное море, Алексей стал лагерем у Селимбрия, где случайно встретился с греками, рассказавшими ему, что основная армия латинян отправилась в экспедицию на остров Дафнусия, а в самом городе остался лишь небольшой гарнизонный отряд. Также они сообщили Стратигопулу о тайном проходе в стенах города.

## Сражение

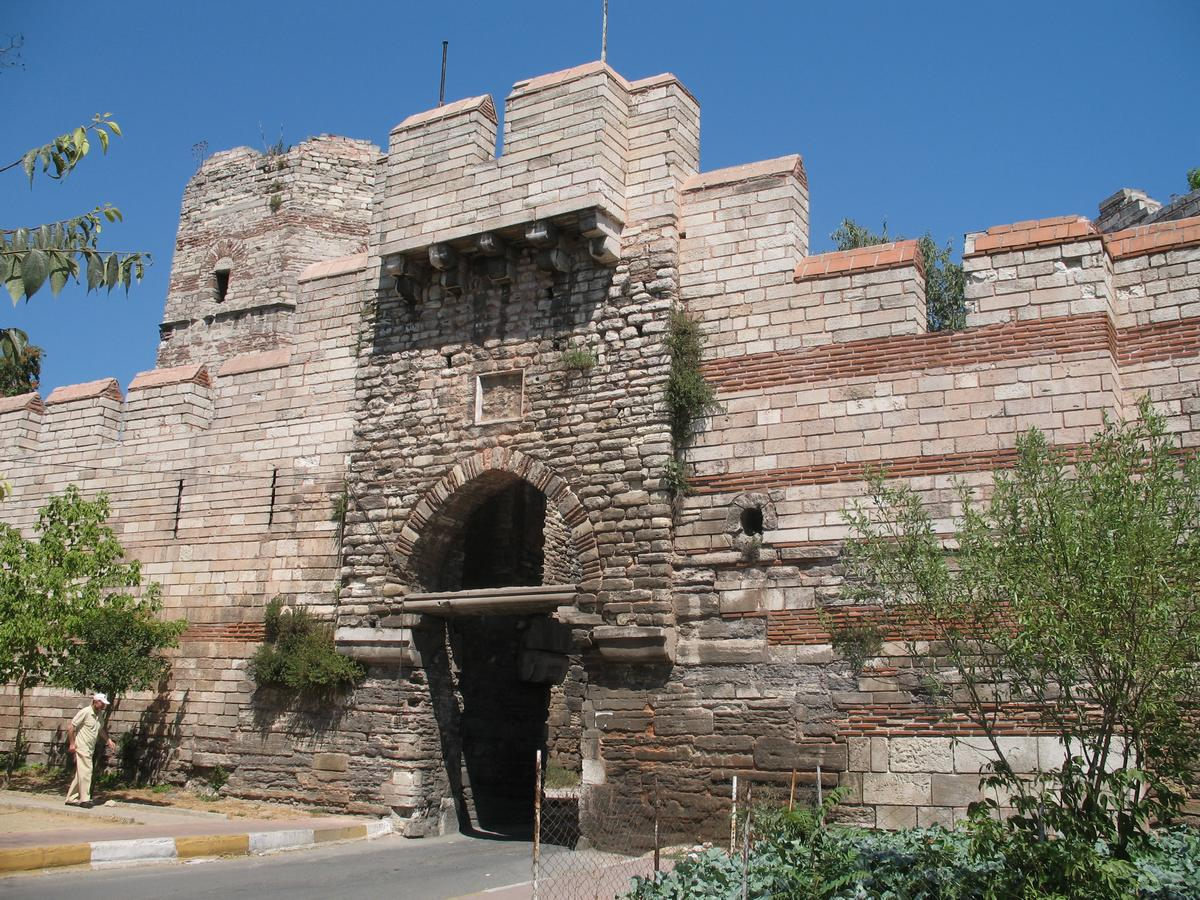
Силиврийские ворота (Пигис), через которые отряд Алексея Стратигопула ворвался в Константинополь и захватил город

Это было совершенной неожиданностью, но полководцу некогда было направлять вестовых в Никею, чтобы получать инструкции. В ночь на 25 июля 1261 года несколько воинов проникли в город через тайный ход и отворили Силиврийские ворота (Ворота Пигис, греч. Πηγής) для остального войска. Византийцы ворвались в город и атаковали сонных латинян. Чтобы посеять панику среди врагов, они пустили огонь по крышам домов ночного Константинополя, предав пожару венецианские кварталы. Радостные греки вышли на улицы с криками «Да здравствует император Михаил», «Да здравствуют ромеи». Когда латинский император Балдуин II проснулся и понял, что на город произошло нападение, он тщетно пытался собрать разбросанных по ночлегам и сонных французов. Никто не знал, какими силами и откуда в Константинополь проникли византийцы, а потому император решил, что греки привели в город огромное войско. Бросив знаки императорского достоинства, Балдуин бежал на Эвбею.
Остатки разгромленных и деморализованных французов достигли острова Эвбея, около 700 км от Константинополя. Латиняне не стали терять времени и, срочно погрузившись на корабли, отплыли к городу, надеясь штурмом вернуть его обратно. Однако никто не знал, какими силами византийцы захватили его, и хитрый Алексей Стратигопул постарался создать видимость многочисленного войска. Он привлёк местных жителей, восторженно приветствовавших свержение латинян, переодев их в воинов и вооружив. И когда латиняне подплыли к стенам, они увидели множество воинов. В конце концов, боясь потерпеть сокрушительное поражение, последние остатки французской армии отплыли в Италию, чтобы сообщить страшную для Запада весть о конце Латинской империи.

## Последствия
После взятия города Алексей Стратигопул послал к Михаилу Палеологу гонца с вестью о возвращении Константинополя. 15 августа 1261 года, в праздник Успения Пресвятой Богородицы, Михаил с триумфом вошёл в Константинополь через Золотые ворота. Затем император отправился в Студийский монастырь, из него — в храм Святой Софии, где его ожидали Стратигопул и патриарх Арсений.